# حسین شمس
حسین شمس (زاده ۱ فروردین ۱۳۴۰ در ساوه) بازیکن سابق فوتبال و مربی فوتسال اهل ایران است.
او در پنج سالگی همراه خانواده به تهران مهاجرت کرد. در دبیرستان فلسفی در خیابان پیروزی دیپلم ریاضی گرفت. پس از خدمت سربازی در رشتهٔ تربیت بدنی ادامه تحصیل داد و لیسانس تربیت بدنی را در سال ۱۳۶۸ گرفت. وی همزمان با تحصیل دانشگاهی، در آموزش و پرورش به عنوان معلم ورزش استخدام شد. در حال حاضر نیز بازنشستهٔ آموزش و پرورش است.
او همچنین مدرس رسمی فیفا و عضو کمیته فنی فوتسال فیفا نیز می‌باشد.
وی سابقه دو دوره مربی‌گری در تیم ملی فوتسال ایران در سال‌های ۱۹۹۸ تا ۲۰۰۰ و ۲۰۰۶ تا ۲۰۱۱ را دارد.

## افتخارات
- کسب مقام اول در قهرمانی فوتسال آسیا ٬۱۹۹۹ ٬۲۰۰۰ ٬۲۰۰۷ ٬۲۰۰۸ ۲۰۱۰
- کسب مقام اول در جام کنفدراسیون‌ها ۲۰۰۹
- نایت قهرمانی در Grand Prix de Futsal - ۲۰۰۷، ۲۰۰۹
- قهرمانی در لیگ برتر فوتسال ایران با تیم‌های شن‌سا ساوه و پاس
- نایب قهرمانی در لیگ برتر فوتسال ایران با تیم ارم کیش قم